# Сорокаба
Сорока́ба (порт. Sorocaba) — город и муниципалитет в Бразилии, входит в штат Сан-Паулу. Составная часть мезорегиона Макрорегион агломерации Сан-Паулу. Входит в экономико-статистический микрорегион Сорокаба и городскую агломерацию Сорокаба. Население составляет 559 157 человек на 2007 год и 637 187 человек на 2014 год. Занимает площадь 449,122 км². Плотность населения — 1.419 чел./км².

## История
Город основан 15 августа 1654 года Бальтасар Фернандес.

## Статистика
- Валовой внутренний продукт на 2005 составляет 9.186.225 mil реалов (данные: Бразильский институт географии и статистики).
- Валовой внутренний продукт на душу населения на 2005 составляет 16.254,00 реалов (данные: Бразильский институт географии и статистики).
- Индекс развития человеческого потенциала на 2000 составляет 0,828 (данные: Программа развития ООН).

## География
Климат местности: субтропический.